# Berki Szofi
Berki Szofi (1974. november 10. –) magyar színésznő.

## Életpályája
1974.november 10.-én született. Színházban, filmekben és sorozatokban egyaránt szerepel. Híresebb szerepei a Barátok közt Bende Brigittája és A Magánnyomozók című doku- reality Dobó Annája. Szerepelt a Családi titkok ban is,ahol László Gizellát alakította 1 epizódban. Külföldi sorozatokban is vannak kisebb szerepei, ilyenkor számos világhírű színésszel dolgozhatott együtt.
Több rövidfilmben is játszott. Színházi karrierje során számos híres szindarabban láthatta őt a közönség. A Szamárfül projekt keretein belül gyermek előadásokban is szerepel.

## Színházi szerepei
| Író                              | Előadás                                                      | Szerep                                                | Színház                               | Év   |
| -------------------------------- | ------------------------------------------------------------ | ----------------------------------------------------- | ------------------------------------- | ---- |
| Grimm - testvérek                | Legszebb mesék - Grimm mesék                                 | közreműködő                                           | Merlin Színház Atlantis Társulat      | 1999 |
| Benedek Elek                     | Legszebb mesék - Benedek Elek meséi                          | közreműködő                                           | Merlin Színház Atlantis Társulat      | 2000 |
| Georges Feydeau                  | A balek                                                      | Armandine                                             | Nyíregyházi Főiskola Színházi Műhelye | 2001 |
| Shakespeare                      | Rómeó és Júlia                                               | Dajka                                                 | Merlin Színház Atlantis Társulat      | 2001 |
|                                  | St. Louis szelleme                                           |                                                       | Merlin Színház Atlantis Társulat      | 2002 |
| Horgas Ádám                      | Vak meglátta,hogy kiugrott (Two Blind Mice)                  | Néma/ Dumb                                            | Madhouse Company                      | 2002 |
| Hans Alfredson - Tage Danielsson | Picasso kalandjai                                            | Sirkka                                                | Pesti Színház                         | 2003 |
| Shakespeare                      | Lear király                                                  | Regan, Cornwall hercegnője                            | Művelődés Háza és Könyvtár            | 2004 |
|                                  | Legszebb mesék - Az Ezeregy éjszaka meséi                    | közreműködő                                           | Merlin Színház Atlantis Társulat      | 2004 |
| Josephin Müntzbaucher            | Egy kis bécsi kurva emlékezései                              |                                                       | Spinoza Színház                       | 2005 |
|                                  | Pán Péter                                                    | Indián                                                | Vígszínház                            | 2006 |
| Christopher Durang               | Fürdővízzel a gyereket                                       | Susan                                                 | Millenáris                            | 2006 |
|                                  | Hullámvölgy                                                  |                                                       |                                       | 2006 |
| Gabriel García Márquez           | Száz év magány                                               | Cigánylány                                            | Vígszínház                            | 2007 |
| Jardoss Viktória                 | L'élek az esőben                                             |                                                       | Thália Színház                        | 2007 |
| Parti Nagy Lajos                 | A Tisztabúza éjszakája                                       |                                                       | RS9 Színház                           | 2008 |
| Lázár Ervin                      | Berzsián és Dideki                                           | Zsebenci Klopédia                                     | RS9 Színház                           | 2009 |
| Jaross Viktória                  | MM avagy Mindent Magamról                                    | ElleHunt                                              | Szikra cool*tour*house                | 2009 |
| Gábor Andor                      | „Én vagyok a legkékebb Pesten”                               |                                                       | Tűzraktér                             | 2009 |
| Németh Ákos                      | Deviancia                                                    | Rákné                                                 | Zsámbéki Színház és Művészeti Bázis   | 2010 |
|                                  | Brub,avagy egy zokni,aminek párja nincs!                     |                                                       | Szamárfül projekt                     | 2010 |
| Podmanczky Szilárd               | Albert Einstein paprikáskrumpli                              | Lieserl                                               | RS9 Színház                           | 2010 |
|                                  | A brémai muzsikusok                                          |                                                       | Szamárfül projekt                     | 2010 |
|                                  | (f)eltűnesek                                                 |                                                       | ÉLŐKÉP Színház                        | 2010 |
|                                  | Gagarin lányai                                               | (alkotó Domonkos Ágnessel és Kálmán Anikóval közösen) | Merlin                                | 2011 |
|                                  | Fabula - Túra (interaktív mesejáték)                         |                                                       | Szamárfül projekt                     | 2012 |
|                                  | GóleMese (gyermekelőadás)                                    |                                                       | Gólem Színház és Szamárfül projekt    | 2016 |
| Örkény István                    | Tóték                                                        | Mariska                                               |                                       | 2016 |
|                                  | Lopotnyik karácsonya és Elfelejtett lények boltja            |                                                       | Szamárfül projekt                     | 2018 |
|                                  | Ábelesz - Kóbelesz - magyar népmesék kezdőknek és haladóknak |                                                       | Szamárfül projekt                     | 2018 |
|                                  | Anyókák: Holle anyó és a Banya                               |                                                       | Szamárfül projekt                     | 2019 |
| Szigligeti Ede                   | Lilomfi                                                      |                                                       | Váci Dunakanyar Színház               | 2021 |

## Filmszerepei

### Sorozat
- Hacktion: Újratöltve - Horváth Krisztina (2013)
- Barátok közt -  Bende Brigitta (2015, 2016, 2017)
- Magánnyomozók - Dobó Anna (2014)
- Családi titkok - László Gizi (Vidámpark c. epizód)
- Houdini - Madame Marcanti (2014)
- Las aventuras del capitán Alatriste - Hermana (2015)
- 200 első randi - Marosi Margit (2019)
- Kata - tanárnő (2019)
- A mi kis falunk - nő (2020)
- Vadászok - (2020-)
- The Fear Index - (2022- )
- Mellékhatás - Szilvia (2023)
- Angyaltrombiták – Bernadett (2023)
- Hazatalálsz – tanár (2024)

### Film
- Genezis - Virág anyja (2018)
- A mentor (rövidfilm) - 2018
- Zoltan: The Hungarian Gangster of Love - Chicken Woman (2010)
- Gift - Anya (2015)
- Vaják - 2019
- Tat Tvam Asi - Sámán (2022)
- Imprint - Szofi
- El jugador der ajedrez (2017)
- Breathe Together - döntéshozó (2018)
- FOMO – Megosztod, és uralkodsz - nő az aluljáróban (2019)
- Együtt (rövidfilm) - 2022